# 白树属
白树属（学名：Suregada）是大戟科下的一个属，为灌木或小乔木植物。该属共有40种，分布于亚洲和非洲热带地区。